# Claudia Mattai del Moro

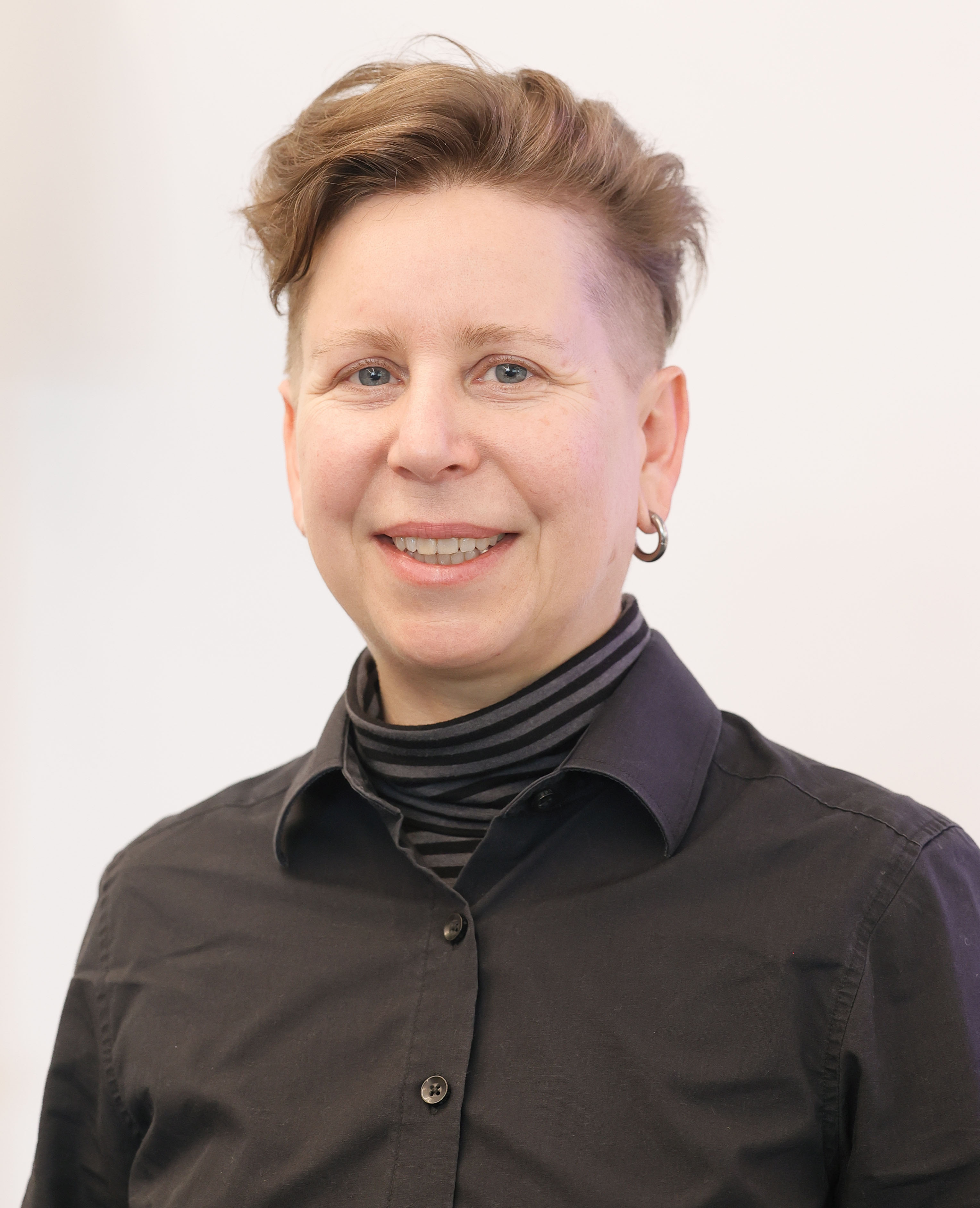
Claudia Mattai del Moro (2025)

Claudia Mattai del Moro (geboren 1972 in Zürich) ist eine schweizerische Filmtonmeisterin und Klangkünstlerin.

## Leben
Claudia Mattai del Moro ist in der Schweiz aufgewachsen. Bis 2004 war sie als Projektleiterin und Eventmanagerin für Theater-, Kinder- und Kulturveranstaltungen tätig. 2004 entschloss sie sich, ihre Faszination für Klang und Ton zum Beruf zu machen und wechselte in der Schweiz in den Veranstaltungs- und Konzertbereich.
2006 zog sie nach Hamburg. Dort absolvierte sie bei Studio Hamburg eine Ausbildung zur Mediengestalterin Bild und Ton. Seitdem ist sie freiberuflich für Kinofilme, TV-Filme und Dokumentarfilme als Filmtonfrau tätig. Für den Abschlussfilm Sadakat von İlker Çatak, der 2015 den Student Academy Award in Gold erhielt, war Claudia Mattai del Moro für die Originalton-Aufnahmen sowie das gesamte Sounddesign verantwortlich.
Claudia Mattai del Moro ist Mitglied in der Berufsvereinigung Filmton und im Verband Deutscher Tonmeister (VDT). Außerdem engagiert sie sich für die stärkere Sichtbarkeit von Frauen in Filmberufen und ist Mitglied bei Pro Quote Film und im Frauennetzwerk Filmtonfrauen, einem professionellen Zusammenschluss von Frauen aus allen Filmtonbereichen.
Neben ihrer Arbeit für den Film ist Claudia Mattai del Moro künstlerisch tätig und erstellt Klanginstallationen, Videoinstallationen und Auftragsarbeiten für andere Künstlerinnen und Künstler. Sie selbst umschreibt in einem Interview mit der Zeitschrift Film & TV Kamera ihre Werke als „Klanglandschaften, Soundscapes oder irgendwelche schrägen Kompositionen, die man vielleicht nicht als Musik bezeichnen kann – aber Kompositionen würde ich sie auf alle Fälle nennen“.
Im Jahr 2024 wurde sie in die Deutsche Filmakademie aufgenommen.

## Filmografie (Auswahl)

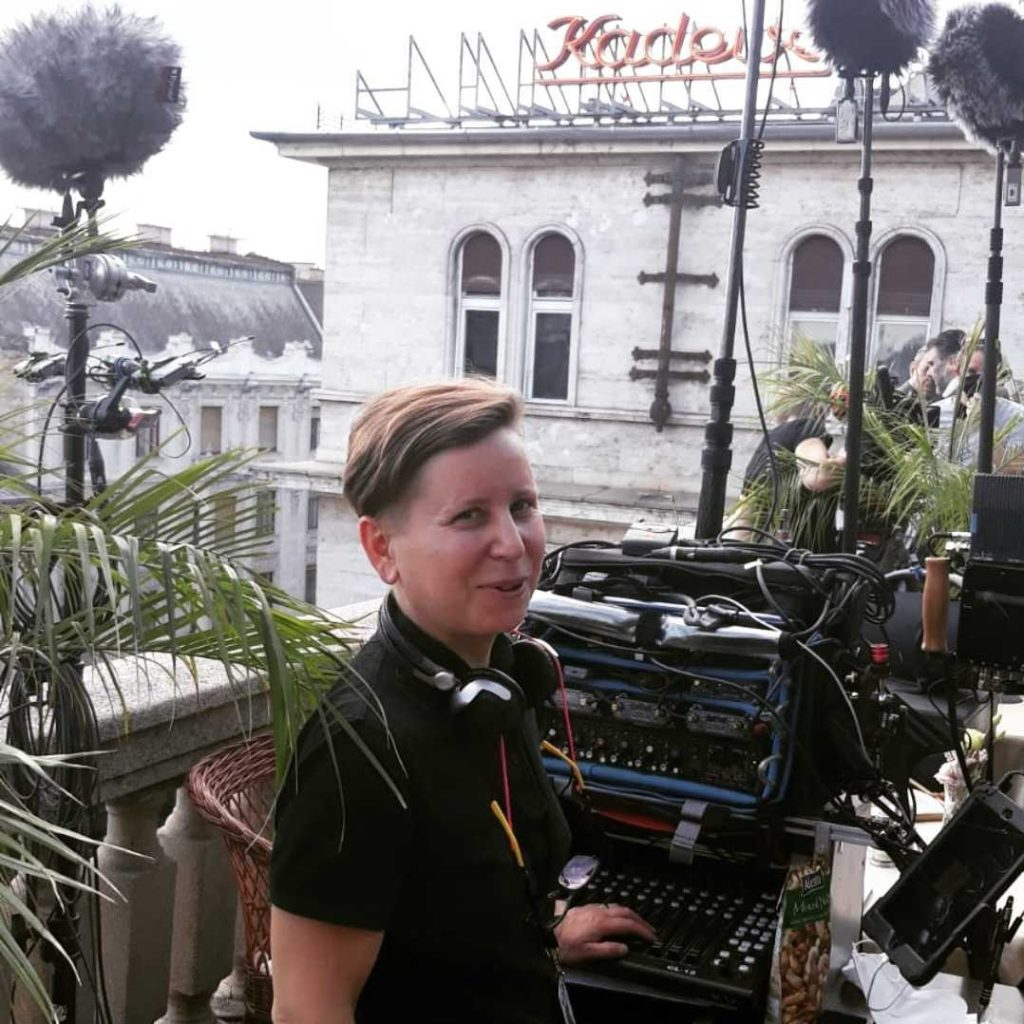
Am Set von Eldorado KaDeWe – Jetzt ist unsere Zeit in Budapest (2021). Tonrecorder SD 688 von Sounddevices mit Funkempfängern von Wisycom und der Mischkonsole CL12.

- 2013: Der fast perfekte Mann, Spielfilm, Regie: Vanessa Jopp
- 2014: Bach in Brasil, Kinofilm, Regie: Ansgar Ehlers
- 2014: Sadakat, Kurzfilm, Regie: İlker Çatak
- 2016: Werner Nekes. Das Leben zwischen den Bildern. Dokumentarfilm, Regie: Ulrike Pfeiffer
- 2019: Nur ein Augenblick, Spielfilm, Regie: Randa Chahoud
- 2020: Willi und die Wunderkröte, Kinofilm, Regie: Markus Dietrich
- 2021: Eldorado KaDeWe – Jetzt ist unsere Zeit, TV-Miniserie, Regie: Julia von Heinz
- 2021: Immer der Nase nach, TV-Spielfilm, Regie: Kerstin Polte
- 2022: Gewalten, Spielfilm, Regie: Constantin Hatz
- 2022: Die Kälte der Erde, ARD-Tatort, Regie: Kerstin Polte
- 2022: WaPo Elbe, TV-Serie
- 2023: Gäste zum Essen, TV-Spielfilm, Regie: Carolin Otterbach
- 2024: Road Runner, Videokunst, Regie: Cemile Sahin
- 2024: Inkubus, Kurzfilm, Regie: Reza Sam Mosadegh